# Pegomya carrerai
Pegomya carrerai är en tvåvingeart som beskrevs av Albuquerque 1959. Pegomya carrerai ingår i släktet Pegomya och familjen blomsterflugor. Inga underarter finns listade i Catalogue of Life.